# Bayeux (Francia)
Bayeux è un comune francese di 13 843 abitanti, situato nel dipartimento del Calvados nella regione della Normandia, sede di sottoprefettura.
I suoi abitanti si chiamano in francese Bajocasses o Bayeusains.

## Storia
La città è anche conosciuta per il suo famoso arazzo di Bayeux, che può esser visitato nel museo comunale, oltre che per la cattedrale gotica. Inoltre vi si trova un giardino botanico comunale. Degno di nota è anche il "Memoriale dei giornalisti", dove sono iscritti i nomi di tutti i giornalisti uccisi dal dopoguerra a oggi.
La città per la sua posizione geografica è anche una meta turistica per la visita dei luoghi dello sbarco in Normandia avvenuto il 6 giugno 1944. Da questa città (la prima a esser liberata dai nazisti) il 16 giugno 1944 il generale De Gaulle fece il suo primo discorso sul suolo francese libero. Vi è un piccolo museo che ricorda tali accadimenti, oltre a un museo sullo sbarco di fronte al cimitero militare inglese.

## Monumenti e luoghi d'interesse
- Cattedrale di Bayeux

## Infrastrutture e trasporti

### Ferrovie
La stazione ferroviaria principale della città è la stazione di Bayeux.

## Società

### Evoluzione demografica
Abitanti censiti

## Amministrazione

### Gemellaggi
- Dorchester
- Lübbecke
- Chojnice
- Eindhoven
- Viborg

## Galleria d'immagini

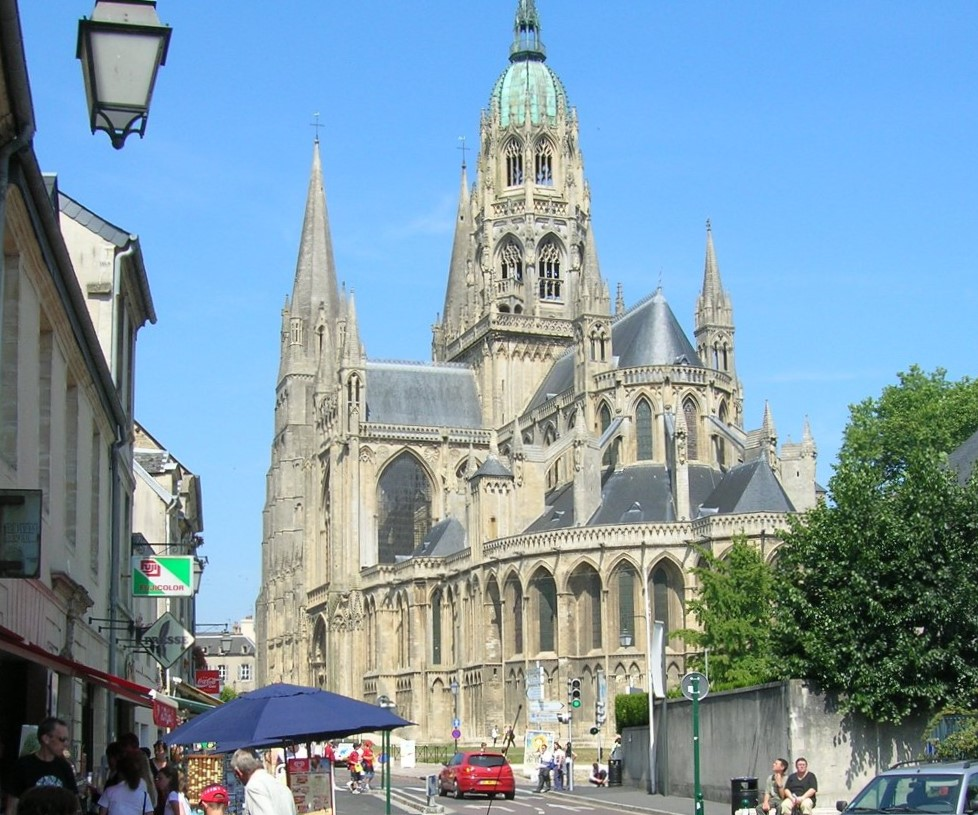
Cattedrale
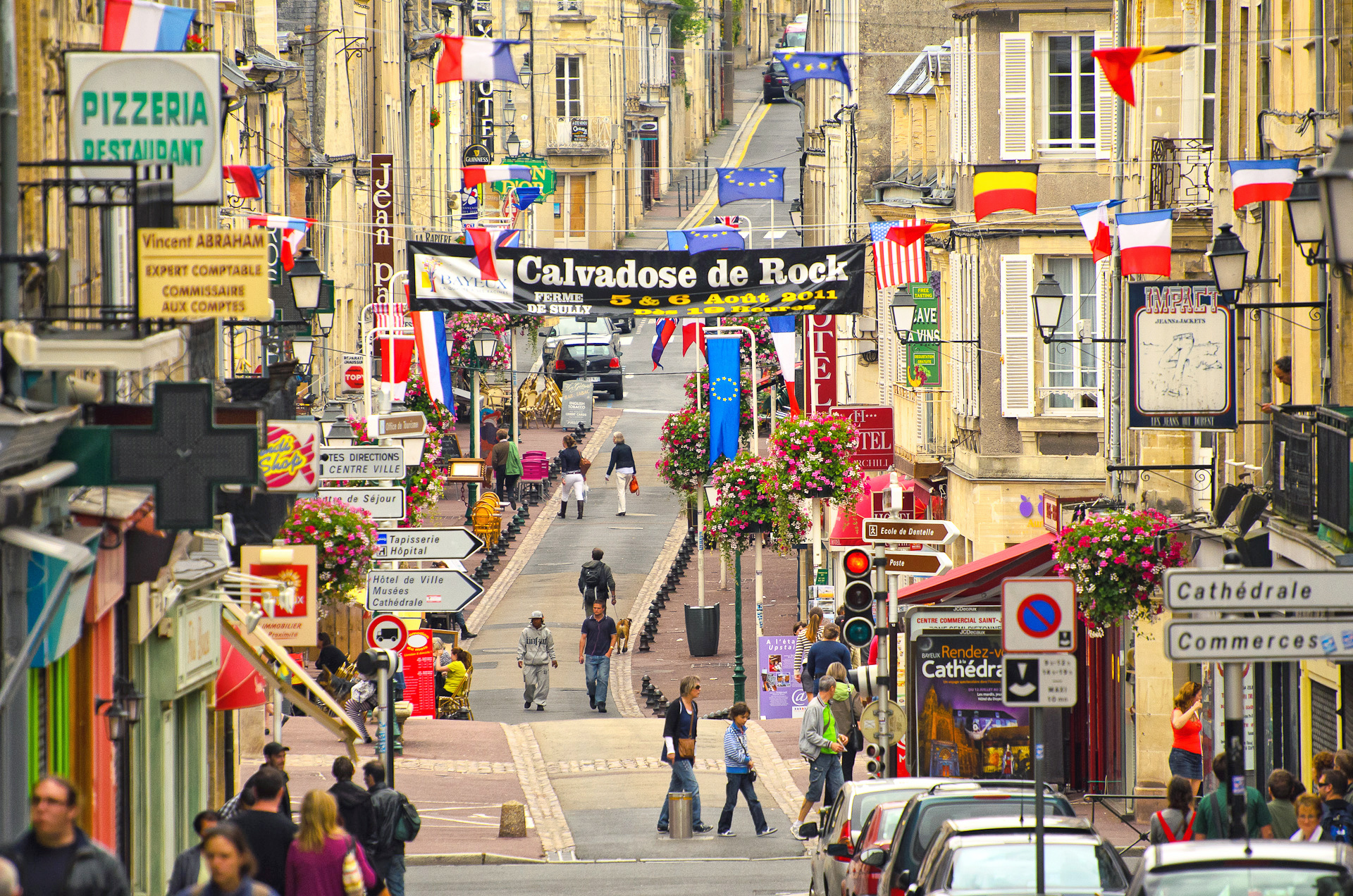
Centro storico
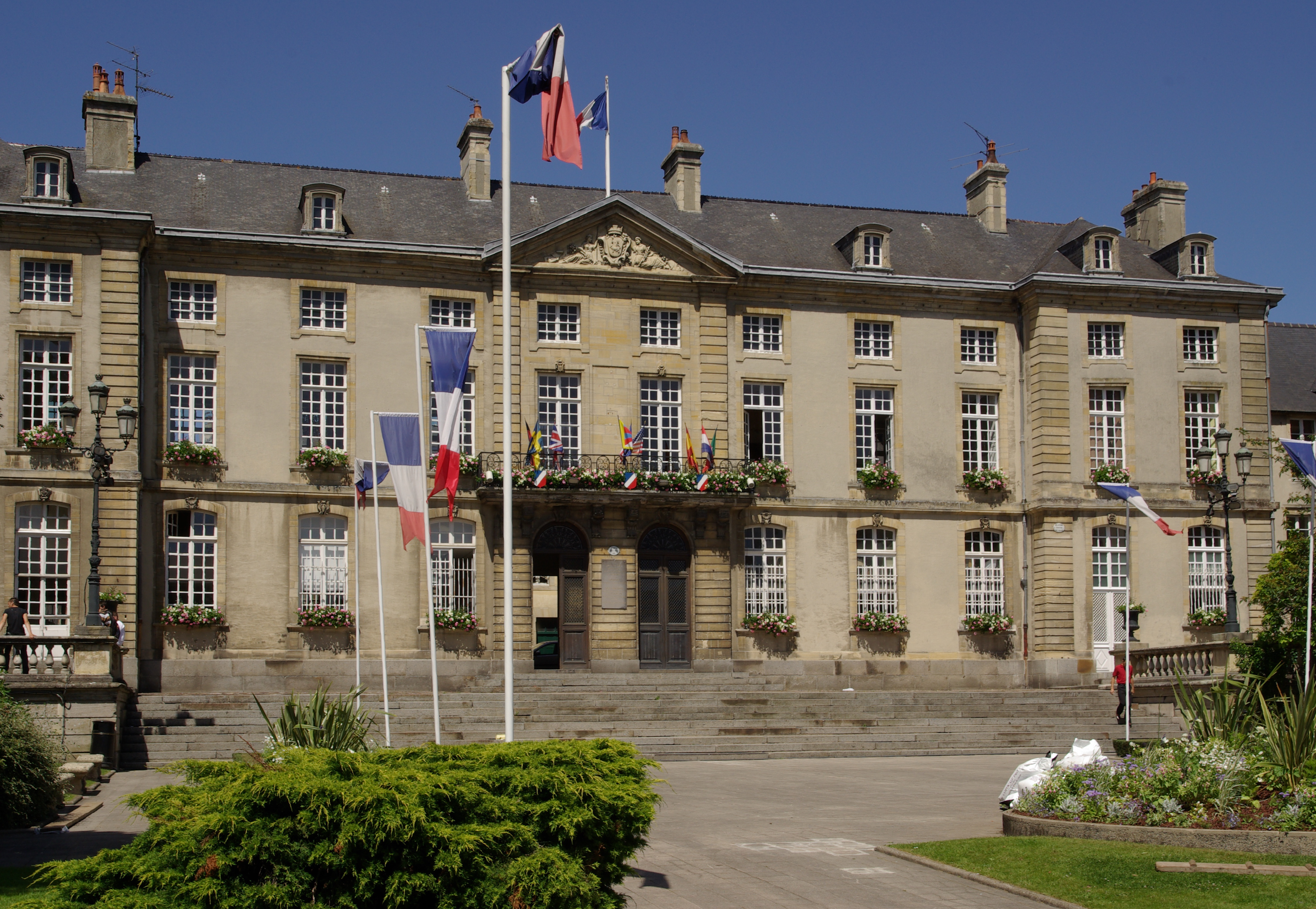
Municipio
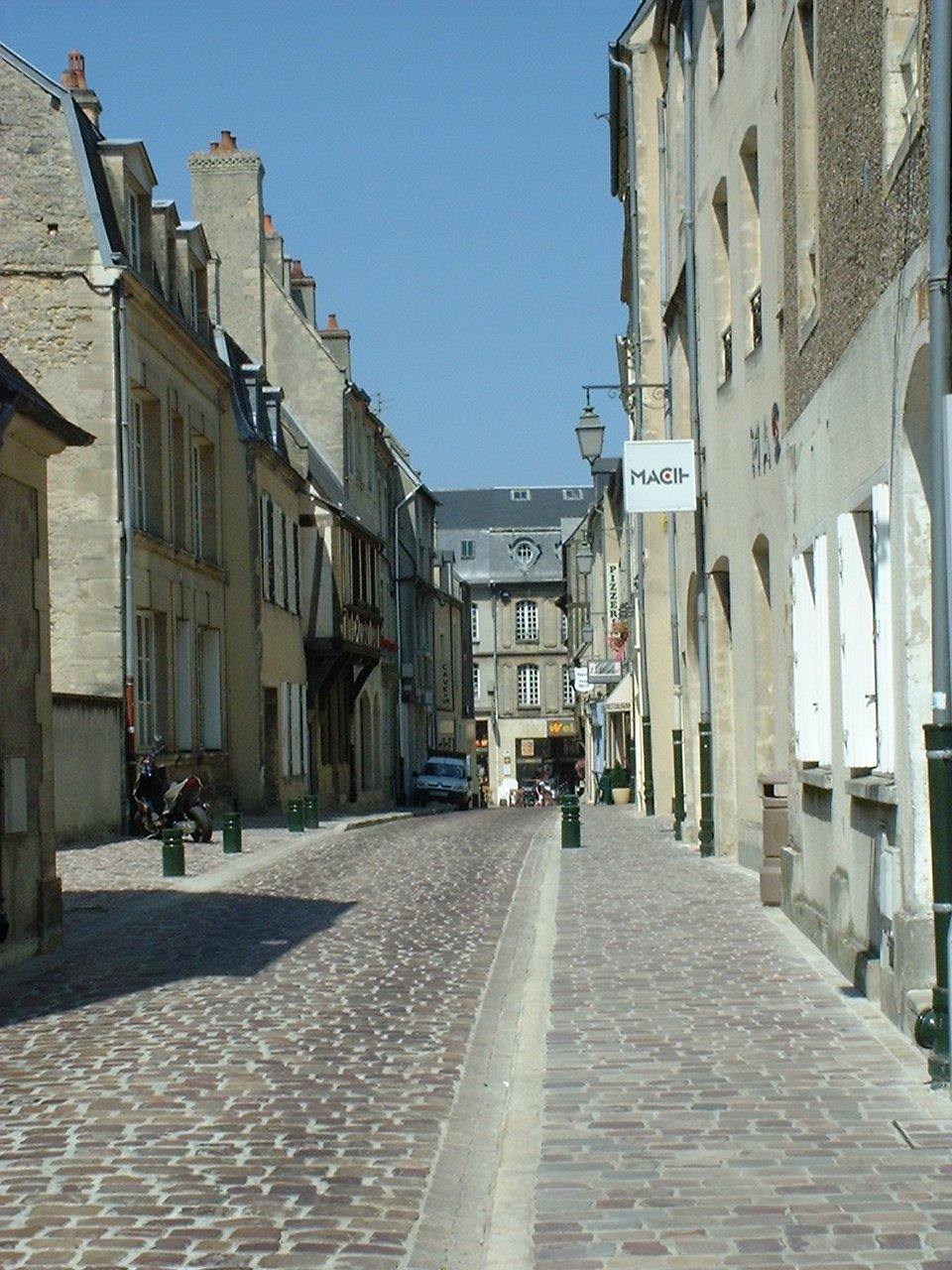
Via di Bayeux
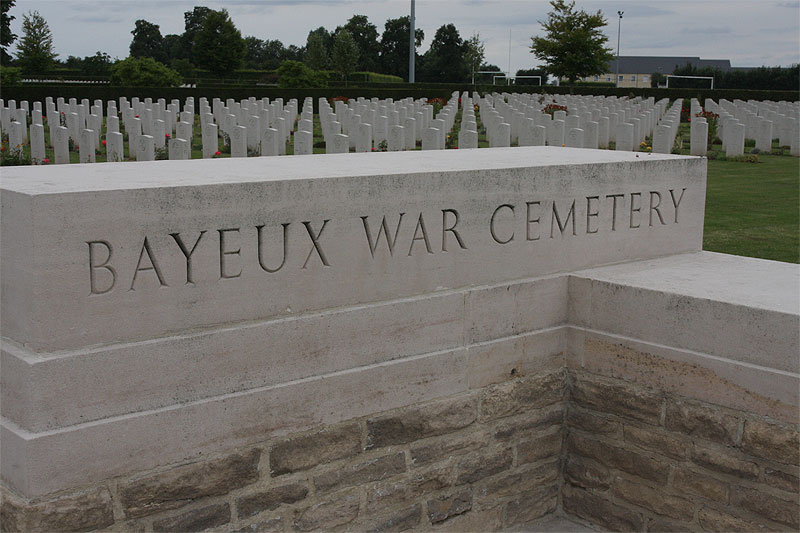
Memoriale ai caduti di Bayeux
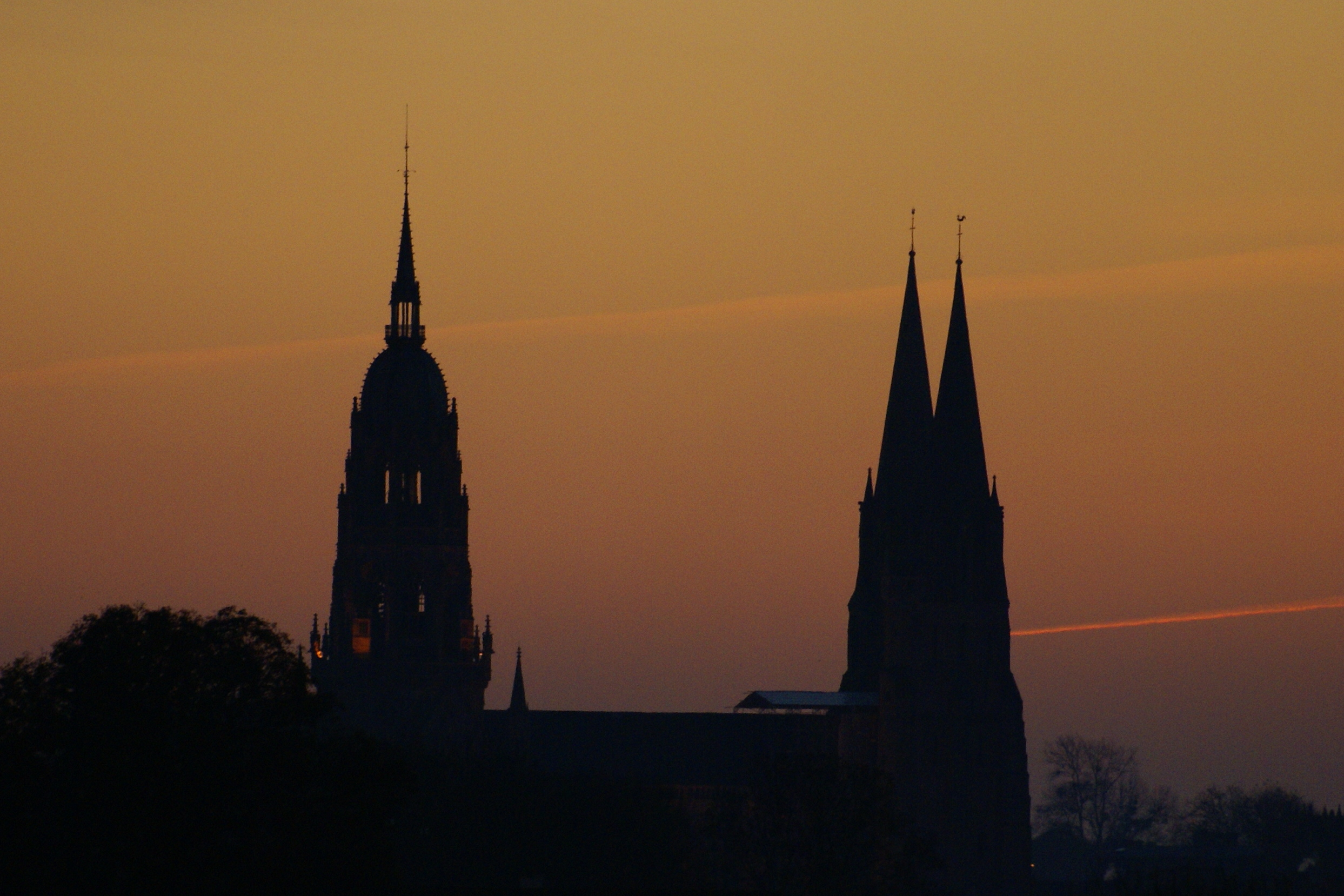
Veduta al tramonto